# Erwin Klumpp
Erwin Klumpp (1921 – 2010) è stato un pallanuotista svizzero.

## Carriera
Nel 1948 partecipò ai Giochi di Londra 1948.